# Залеман, Алексей Николаевич
Алексей Николаевич Залеман, псевдоним Греч (1899—1938) — москвовед, который посвятил себя изучению подмосковных усадеб. Автор ностальгически-описательной книги «Венок усадьбам» (1932), написанной по памяти на Соловках и до 1994 года остававшейся в рукописи.

## Биография
Из остзейского дворянства. Родился в Санкт-Петербурге, в семье Николая Викторовича Залемана, архитектора Министерства земледелия, и Татьяны Андреевны, урождённой Шевелёвой. В 1906 г. вместе с матерью переехал в Москву, где окончил седьмую гимназию.
В 1917—1922 гг. обучался на историко-филологическом факультете Московского университета, по окончании был принят в аспирантуру НИИАиИ.
С декабря 1920 года (по другим сведениям, в конце 1921 года) сменил фамилию на Греч.
С 1918 г. проживал по адресу Москва, Годеиновский переулок, д. 5, кв. 2 (здание не сохранилось). В 1924 году женился на Татьяне Алексеевне Корниловой, в браке родился сын Андрей. Брак распался в 1930 году.
28 июля 1930 г. А. Н. Греч был арестован в восьми километрах от государственной границы с Латвией. Был осуждён на 10 лет лишения свободы с содержанием в исправительно-трудовом лагере и конфискацией имущества по статьям 58-11 (участие в контрреволюционной организации), 72 (подделка документов) и 84 (незаконный переход границы). Отбывал наказание в Соловецком лагере. В связи с заболеванием активным туберкулёзом был определён в третью трудовую категорию и получил работу в лагерной библиотеке. В заключении написал рукописную книгу «Венок усадьбам» (1932). 14 марта 1934 г. по хлопотам матери срок наказания сократили до 5 лет, а 14 июля 1935 года на заседании Президиума ЦИК судимость была снята. При пересмотре этого дела Греча в 1993 году правомерным было признано только наказание за подделку удостоверения ОИРУ.
Со второй половины 1935 г. жил в Туле, преподавал немецкий и английский языки в Механическом институте. В ночь с 22 на 23 ноября 1937 года был снова арестован по обвинению в шпионаже в пользу Германии (по статьям 58-6, 10, 11). 7 апреля 1938 года был расстрелян по приговору Наркома внутренних дел СССР и прокурора СССР (протокол № 279 от 21 марта 1938 г.). 14 мая 1957 г. Верховный суд СССР отменил постановление от 21 марта 1938 г. и дело производством прекратил «за отсутствием состава преступления».
Предположительно, А. Н. Греч был захоронен в Тесницком лесу под Тулой вместе с другими политзаключёнными.

## Деятельность
В 1919 г. одновременно с учёбой в университете работал в Музейном отделе Наркомпроса, в 1920—1922 гг. состоял сотрудником Главмузея, работая последовательно в музеях «Ars Asiatica» и «Старая Москва». В 1923 г. был лектором-руководителем Христианского отдела Музея изящных искусств и в том же году состоял научным сотрудником Центральной комиссии по изучению Востока Ассоциации востоковедения. После защиты диссертации был оставлен в НИИАиИ на должности научного сотрудника первого разряда. 20 июня 1924 г. был избран в научные сотрудники РАХН, 1 декабря 1925 г. принят в штат ГАХН младшим библиотекарем, 26 ноября 1926 года утверждён внештатным сотрудником ГАХН по Социологическому отделению; также с 1925 г. работал секретарём Кабинета революционного искусства Запада ГАХН. С 1928 г. приват-доцент 1 МГУ, в котором преподавал историю русского искусства. Также в разные годы читал лекции в балетном и изобразительном техникумах, на Пролетарских курсах. Не ранее середины 1929 г. А. Н. Греч стал действительным членом Государственной Третьяковской галереи.
В 1919 г. совместно с единомышленниками создали литературно-художественный кружок «Artifex» (председатель В. А. Авдиев), который существовал до 9 января 1923 г.; состоял действительным членом Русского общества друзей книги (1920—1929).
Весной 1926 г. защитил диссертацию по теме «Русская живопись первой половины XVIII века: А. П. Антропов».

### Общество изучения русской усадьбы
А. Н. Греч был одним из создателей Общества изучения русской усадьбы (ОИРУ, 1922), неоднократно избирался в правление. Осенью 1928 года, после гибели В. В. Згуры, был избран председателем правления. Известно, что 31 марта 1930 г. Греч уже не был председателем ОИРУ, передав дела А. В. Григорьеву.
Осенью 1926 г. прочёл курс лекций «История русской живописи» на историко-художественных курсах при ОИРУ. Возглавлял ряд экскурсий (обследований) по усадьбам Подмосковья.
Страстно пропагандировал усадебную культуру. Привлекал внимание к значению русской усадьбы в национальной культуре. Впервые описал ряд малоизвестных памятников усадебного классицизма.

### Публикации и научные работы
Всего установлено 92 публикации за 1922—1930 годы, в том числе 47 статей и коллективных работ и 45 рецензий.
Для серии путеводителей «Подмосковные музеи» (М.; Л., 1925) А. Н. Греч подготовил пять из четырнадцати очерков входящих в эту серию: Архангельское, Покровское-Стрешнево, Остафьево, Дубровицы, Кузьминки. При написании очерков автор руководствовался принципом комплексного изучения усадебной культуры.
Одна из глав диссертации была опубликована в виде статьи «Барокко в русской живописи XVIII века» в сборнике «Барокко в России» (М., 1926).
Был первым искусствоведом, приступившим к глубокому изучению художественного наследия Николая Александровича Львова. Гречем была подготовлена монография о Львове, опубликовать которую автор не успел, судьба её неизвестна.
С 1927 г. ряд работ опубликовал в «Сборнике ОИРУ», печатался в журнал «Среди коллекционеров», «Казанский музейный вестник» и др. Помимо краеведения публикации затрагивали вопросы развития искусства в России, Франции, Германии, Японии.
Последняя прижизненная публикация — статья «Скульптура в Яропольце» (1929) — была издана в сборнике «Ярополец» (тематическом выпуске трудов Общества изучения Московской области).

### «Венок усадьбам»
Рукопись, представляющая собой общую тетрадь большого формата в твёрдом переплёте, была создана в 1932 году во время нахождения автора в Соловецком лагере. Была обнаружена в фондах Государственного исторического музея в начале 1990-х годов и впервые опубликована в специальном выпуске альманаха «Памятники Отечества» (М.,1994, № 32). Исследователи предполагают, что принять рукопись на хранение (без постановки на учёт) мог Г. А. Новицкий, заведующий экспозиционным отделом музея.
Книга включает 47 эссе, посвящённых как отдельным усадьбам, так и обзорам усадеб целых уездов Московской и ряда соседних губерний. Очерки состоят из рассказов о местоположении и истории создания усадеб, характеристик архитектурных ансамблей, подробного описания интерьеров, библиотек, картинных галерей, сведений о владельцах, лицах живших в усадьбах или посещавших их. По замыслу автора, необходимо было сохранить хотя бы на бумаге память о русской усадьбе — уникальном явлении русской истории и культуры.